# Björkegölen (Augerums socken, Blekinge, 624186-149921)
Björkegölen är en sjö i Karlskrona kommun i Blekinge och ingår i Lyckebyåns huvudavrinningsområde.